# 科拉和西莫·海于海博物馆
科拉和西莫·海于海博物馆（芬蘭語：Kollaa ja Simo Häyhä -museo）是芬兰一所有关冬季战争科拉战役和狙击手西蒙·海耶的博物馆，位于芬兰东南部南卡累利阿區勞特耶爾維市镇。

## 位置

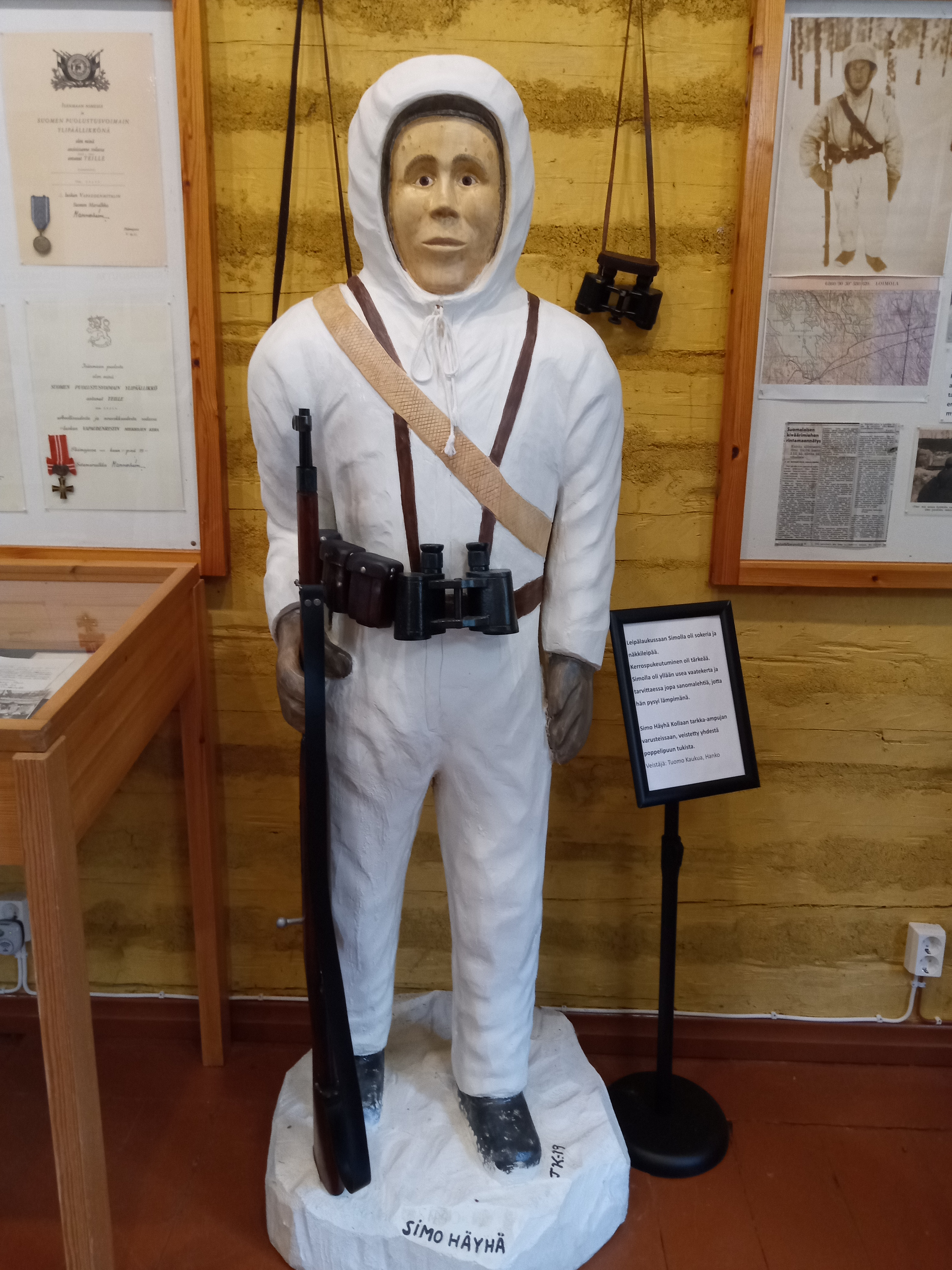
博物馆内的雕像

该博物馆位于劳特耶尔维市镇内的米耶蒂莱村（Miettilä）历史上预备役兵营区的医护楼里面。

## 运作
1983年科拉战役纪念室开始运作。更新后的现今的模式在2017年开始运行。该博物馆主要在夏季（六月至八月）开放，其他季节时可预先询问是否开放。博物馆的运作由科拉和西莫·海耶博物馆支持协会及其下属的博物馆委员会负责。

## 展览

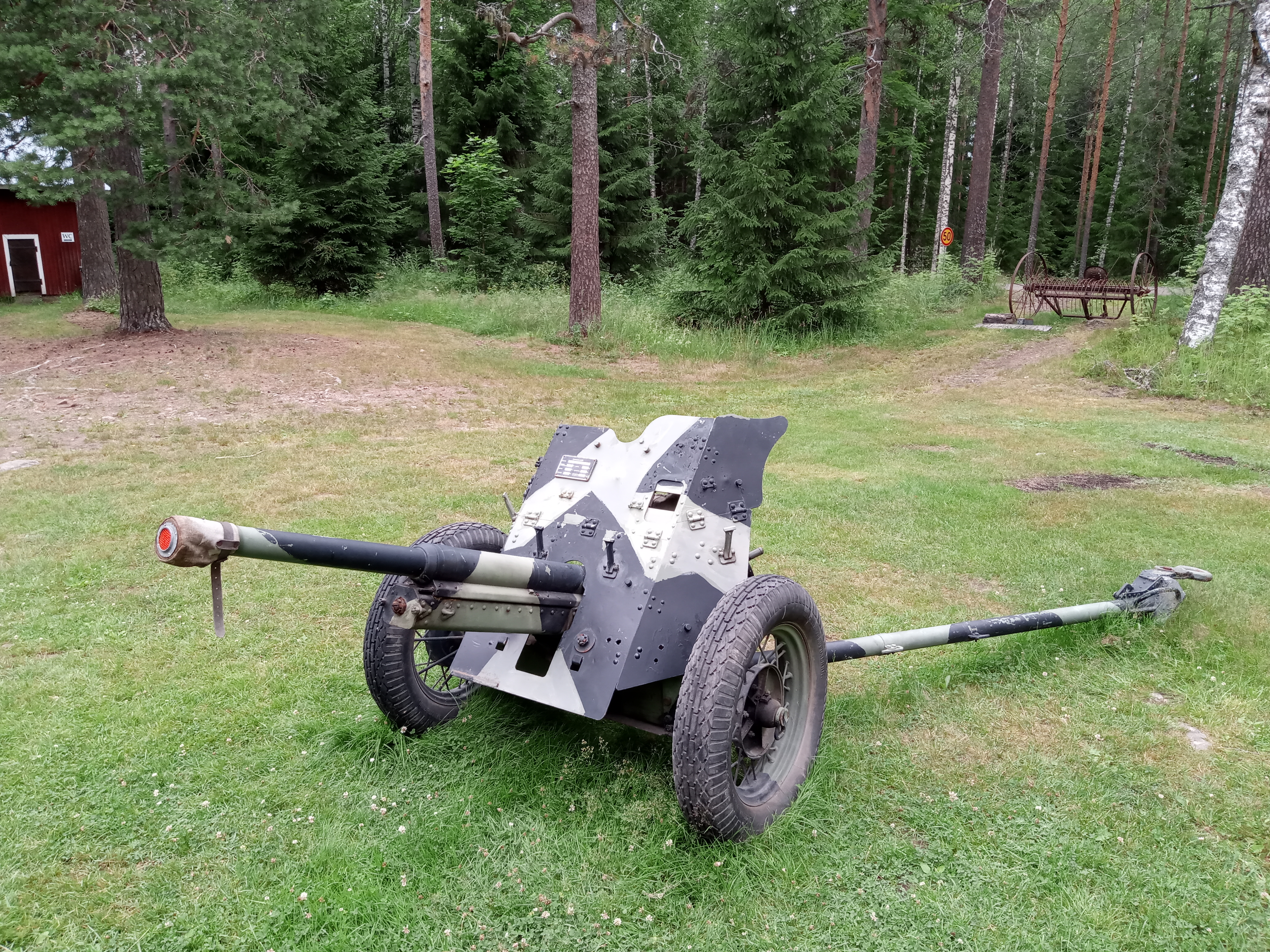
博物馆前面的加农炮

博物馆位于两层的木头建筑内。一楼有西莫·海耶展览室及米耶蒂莱预备役兵营的缩小比例的模型。展览室内陈列有1930至40年代的物品。二楼陈列了有关科拉战役及参与过战役的本地劳特耶尔维人信息及物品，例如照片、书籍、小件物品、战斗分队名单及其局势图等。
博物馆前面的空地上陈列有两座加农炮。